# Lista di santi con i loro attributi iconografici
Questa è una lista di santi associati ognuno con gli attributi iconografici che li identificano.

## Come ricercare nella lista
È possibile ordinare la lista secondo l'anno di nascita, o in ordine alfabetico secondo il nome del santo /santa o l'attributo principale, cliccando sui rispettivi titoli all'inizio della tabella. È possibile affidarsi alla funzione di ricerca testuale per trovare tutte le occorrenze dell'attributo all'interno di questa pagina.
Per aiutare il riconoscimento di alcuni attributi o abiti di non facile identificazione.

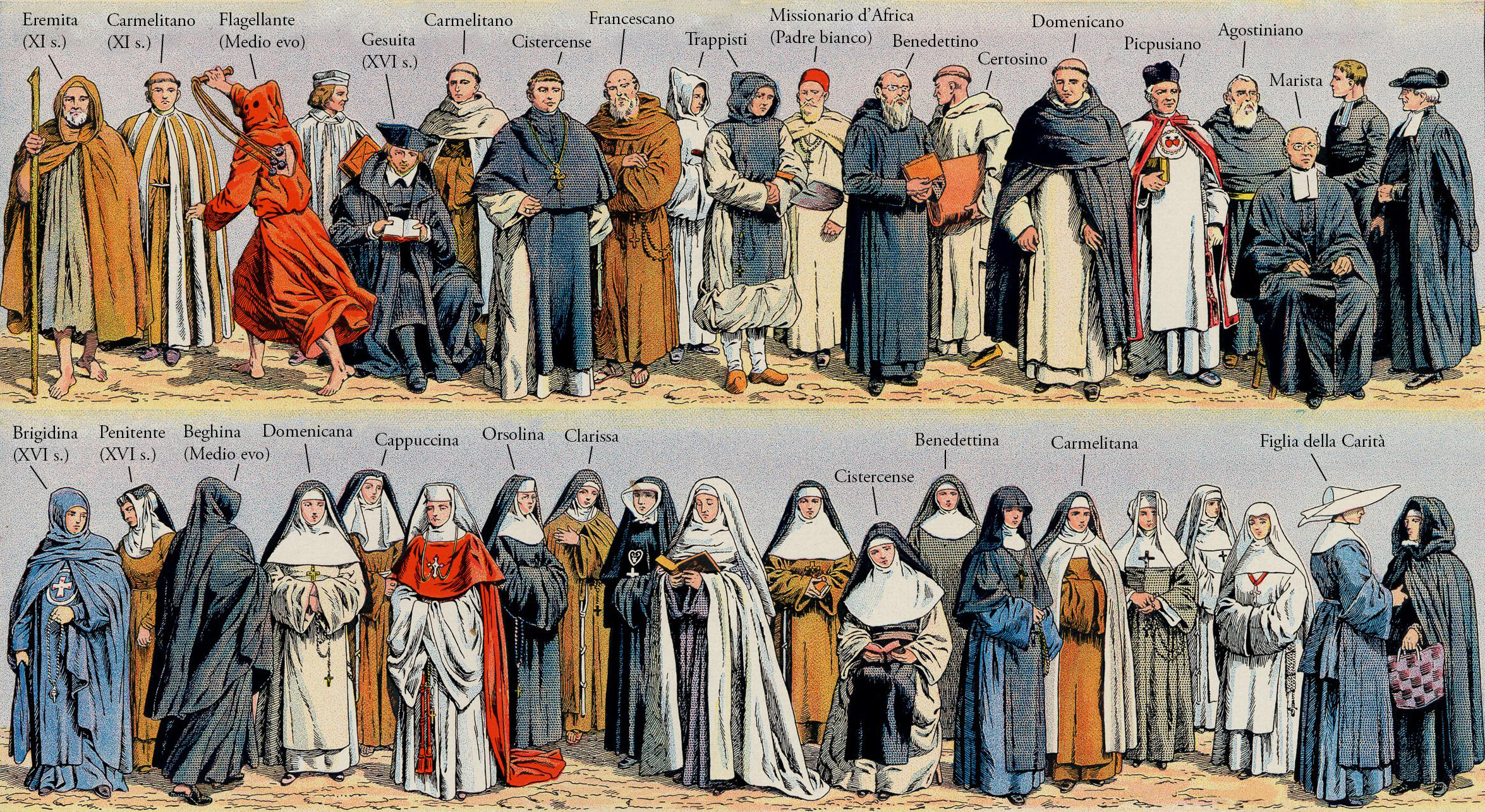
Abiti di ordini religiosi maschili (sopra) e femminili (sotto).
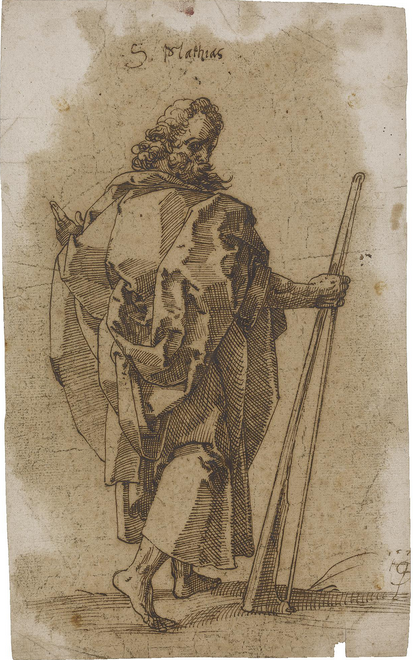
Bastone da battilana tenuto da Giacomo il Minore (suo attributo).
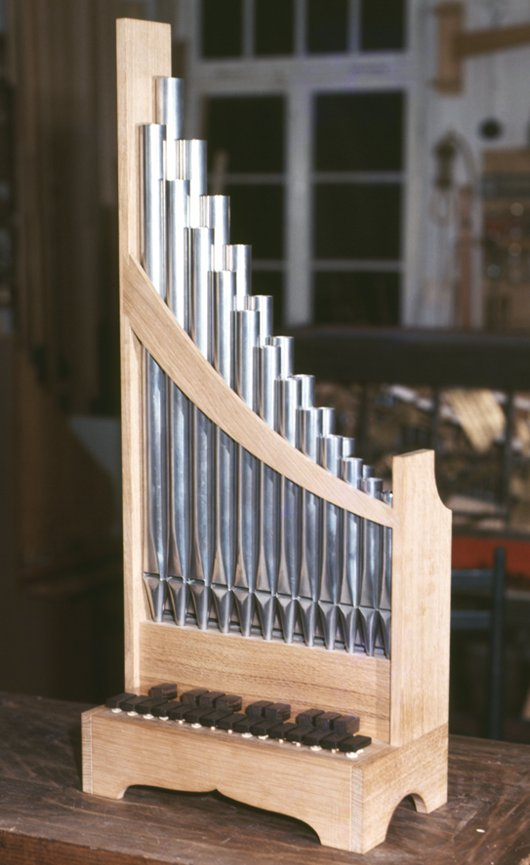
Organo portativo, attributo di santa Cecilia.
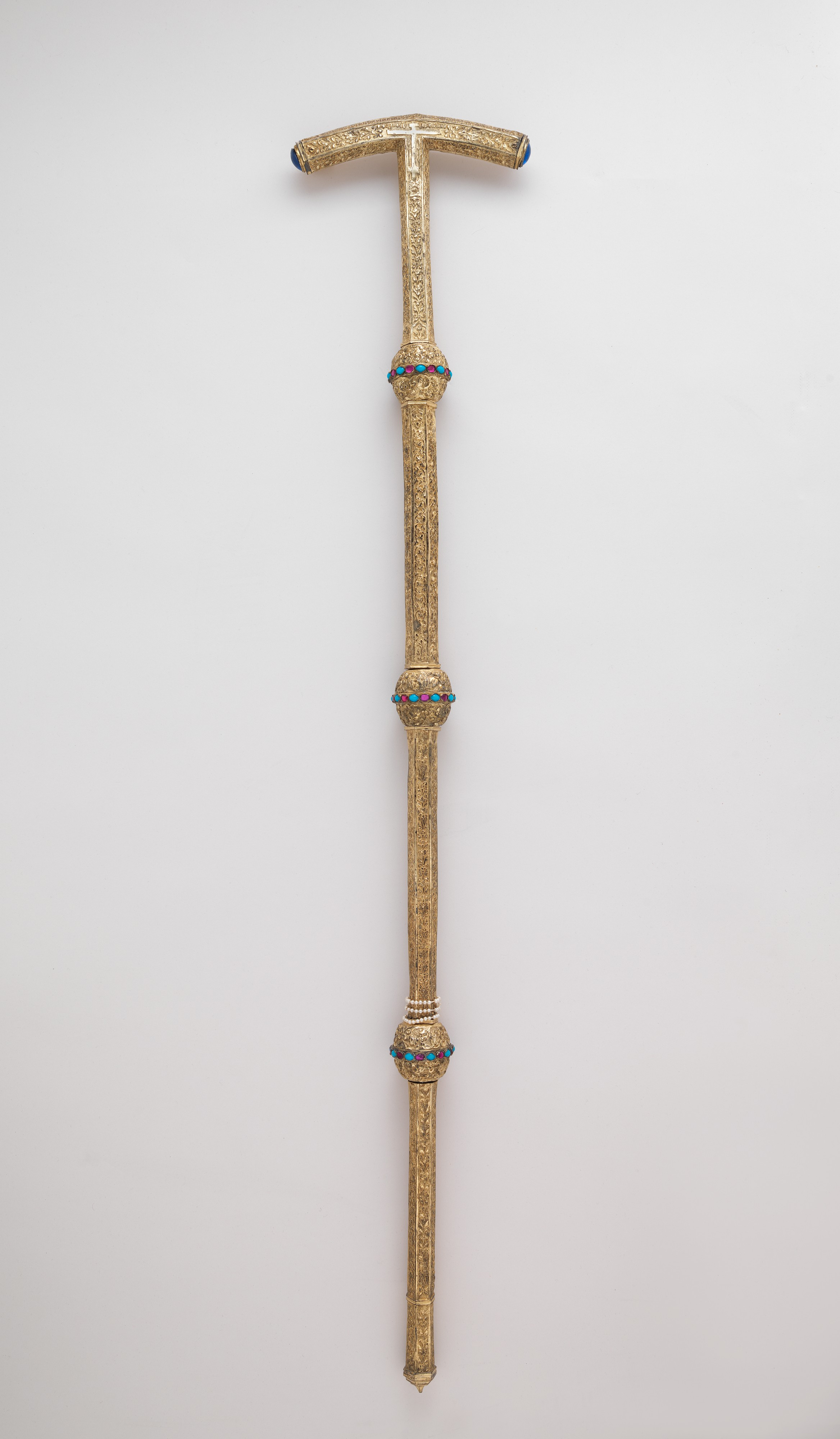
Bastone a Tau, attributo di Antonio abate e Giovanni Gualberto.
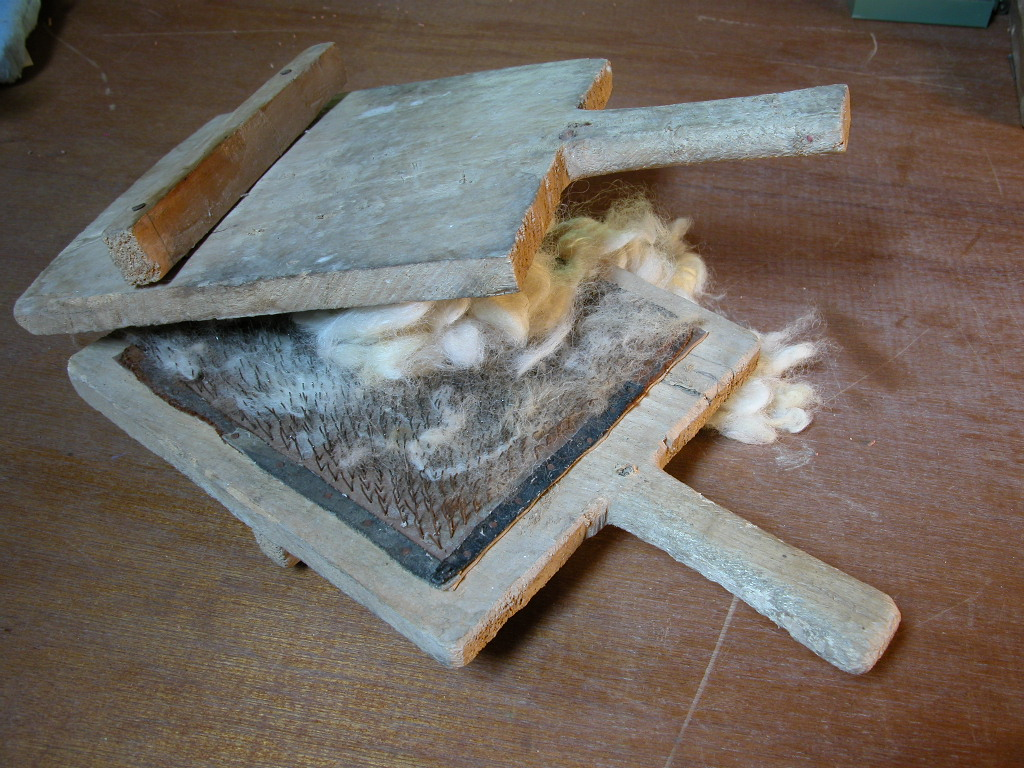
Pettine da cardatore, attributo di Biagio di Sebaste.
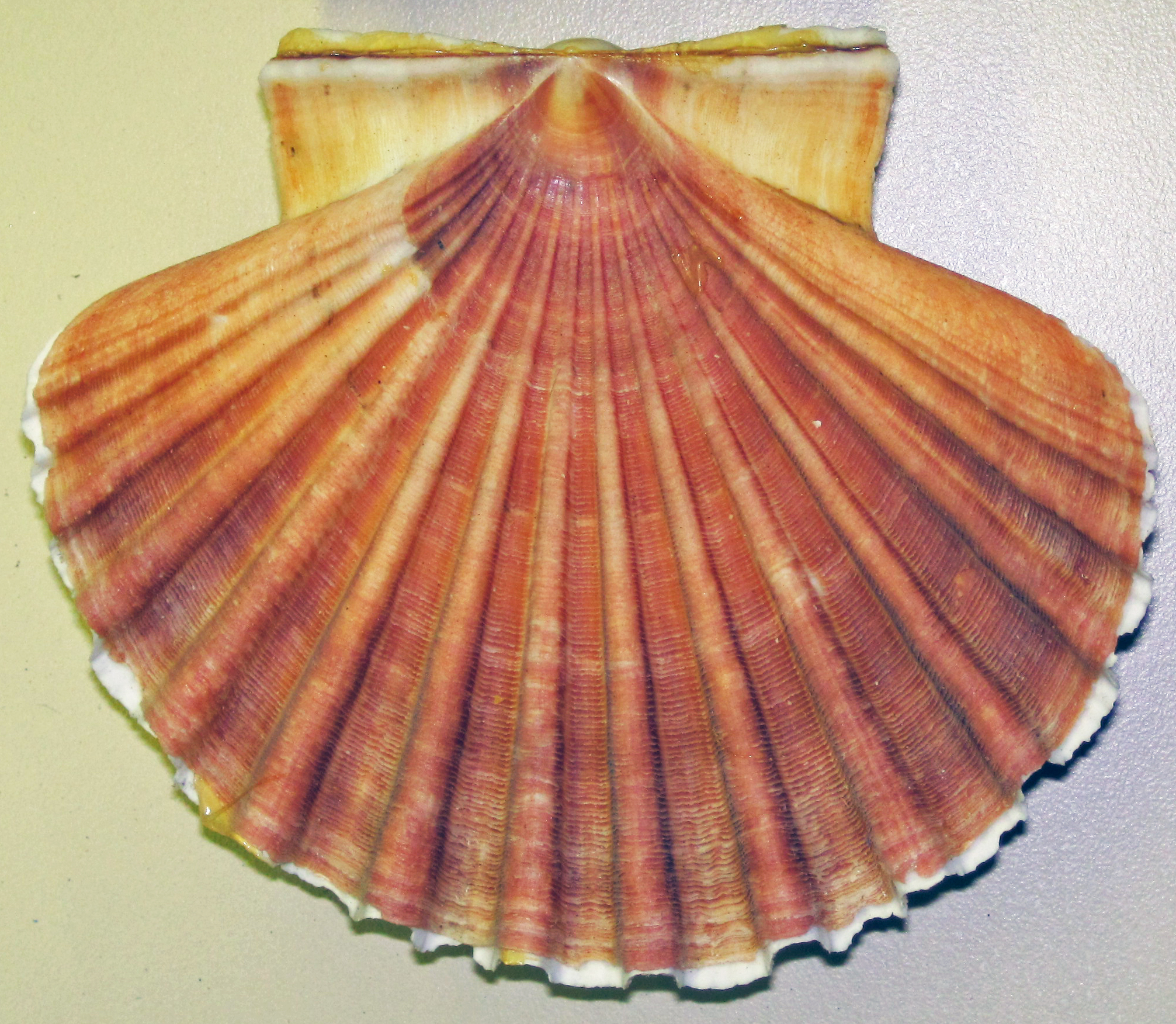
Conchiglia di san Giacomo, attributo di Giacomo il Maggiore e san Rocco.
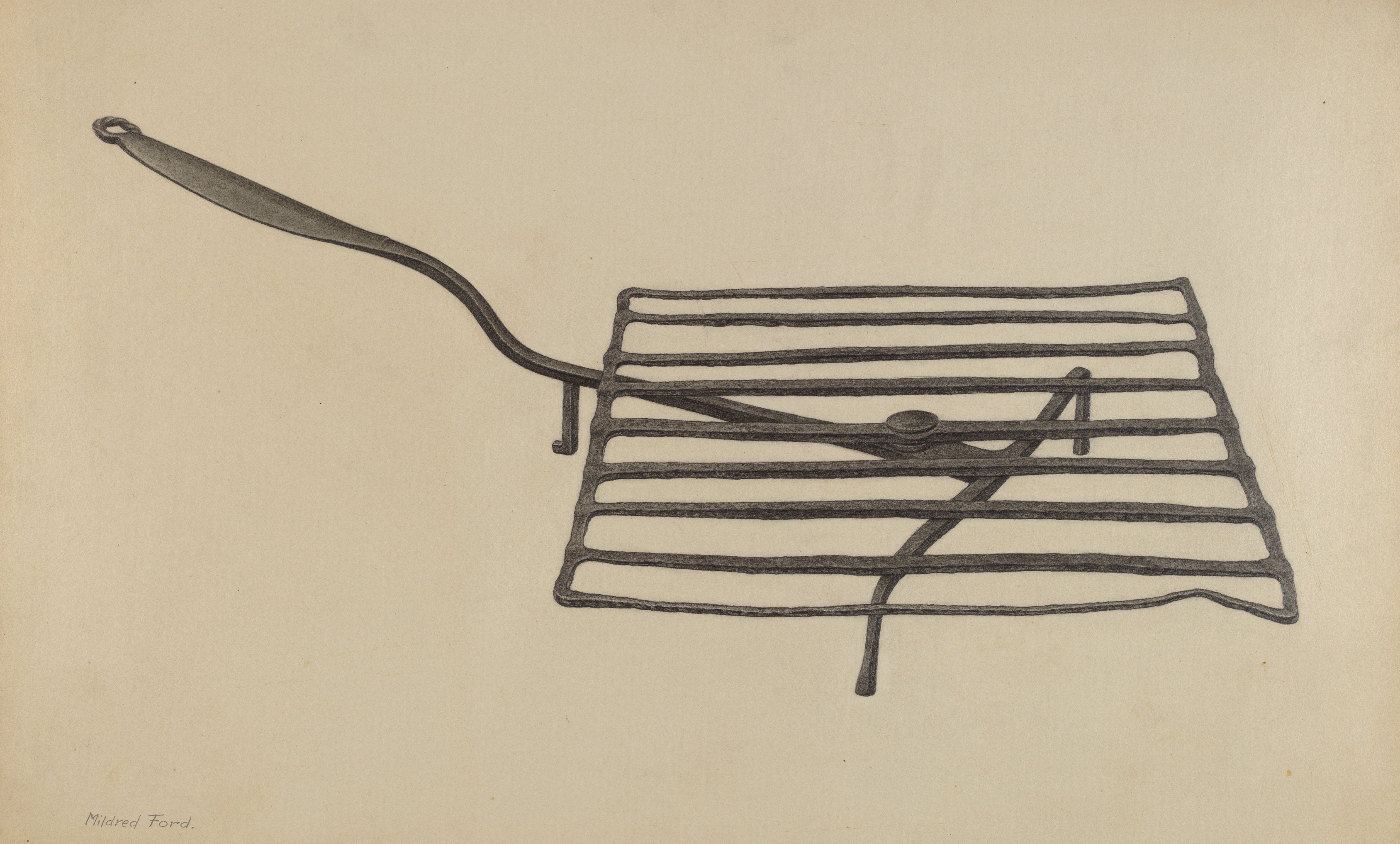
Graticola, attributo di san Lorenzo e Vincenzo di Saragozza.

## Elenco
| Anno                           | Nome del santo o della santa        | Immagine | Attributi |
| ------------------------------ | ----------------------------------- | -------- | --- |
| …-468                          | Abbondio di Como                    |          | Abito vescovile; sono presenti, soprattutto in ambito comasco, scene della vita e miracoli del santo. |
| III-IV secolo                  | Acacio                              |          | Ramo spinoso (d'acacia), spada, con i compagni martiri del monte Ararat; può essere spogliato e legato a un albero o a una colonna, circondato da altri compagni e dagli aguzzini. |
| 956 c.-997                     | Adalberto di Praga                  |          | Abito vescovile con la lancia o spiedo a sette punte, strumenti del suo martirio. |
| 229/235-251                    | Agata                               |          | Mammelle /seno /seni in un piatto, tenaglie o cesoie (strumenti del martirio); giovane donna avvolta in ricche vesti, palma del martirio, regge un edificio in fiamme (protegge dagli incendi). |
| 290/293-305                    | Agnese                              |          | Agnello, palma del martirio, giovane adolescente con lunghi capelli, spada o pugnale (strumenti del martirio). |
| 1268-1317                      | Agnese di Montepulciano             |          | Suora domenicana, agnello, crocifisso, giglio, modellino di Montepulciano |
| 354-430                        | Agostino, vescovo d'Ippona          |          | Vescovo con pastorale e mitra vescovile eretto o seduto nello studio come dottore della Chiesa, oppure soltanto con l'abito agostiniano, talvolta regge un cuore ardente, più occasionale (dal XV secolo) è la rappresentazione dell'episodio con il bambino sulla spiaggia. |
| 1240-1309                      | Agostino Novello (beato)            |          | Libro, vestito da frate agostiniano in tonaca nera, in procinto di operare alcuni miracoli: il salvataggio di un bambino caduto da una loggetta, la resurrezione di un bambino caduto da un lettino, la guarigione di un bambino morso da un cane rabbioso. |
| 4º secolo-412                  | Alessio di Roma                     |          | Mendicante vestito poveramente, barba incolta, bastone, ciotola, scala o sottoscala di un palazzo, foglio /foglietto o lettera. |
| 1696-1787                      | Alfonso Maria de' Liguori           |          | L'iconografia del santo dipende dal suo vero ritratto: anziano, curvo, con barba corta, in abito episcopale, con zucchetto; seduto a un tavolo con dei libri (allusione agli studi moralistici), mani incrociate sul petto, crocifisso, talvolta tenuto stretto al petto o impugnato e indicato, corona del rosario o immagine della Vergine. |
| 339/340-397                    | Ambrogio                            |          | Vescovo con pastorale e mitra vescovile, ape o alveare con api, libro, in atto di scrivere, scudiscio /frusta. |
| 1220-1286                      | Ambrogio Sansedoni (beato)          |          | Domenicano con colomba che gli sussurra all'orecchio, modellino della città di Siena |
| I sec. a.C./I sec. d.C.-60     | Andrea apostolo                     |          | Croce decussata (dove fu crocifisso: legato con funi e non inchiodato) o croce normale, anziano con capelli bianchi, pesci, rete da pesca; abito verde. |
| 1301-1374                      | Andrea Corsini                      |          | Vescovo con pastorale e mitra vescovile; stemma Corsini o stemma di Fiesole o lettera F di Fiesole. |
| I sec. a.C-I sec. a.C.         | Anna                                |          | Anziana signora vicina ad un anziano signore con la barba bianca (san Gioacchino) e ad una bambina (Maria Vergine bambina), oppure vicina alla Madonna e a Gesù bambino, oppure in età matura mentre viene visitata da un angelo nella sua casa o in un giardino (scena simile all'annunciazione di Maria), o mentre abbraccia un uomo (san Gioacchino) presso la porta di una città (incontro alla Porta d'Oro), o mentre insegna a una bambina (Maria) a leggere. |
| 284-304                        | Ansano di Siena                     |          | Battezza dei catecumeni; è immerso in un calderone di olio bollente, palma del martirio, vessillo /bandiera della resurrezione, scritta IHS. Essendo patrono di Siena, viene raffigurato soprattutto nei dipinti di scuola senese. |
| 1389-1459                      | Antonino Pierozzi                   |          | Abito domenicano con fascia bianca crociata sulla cappa (pallio degli arcivescovi metropoliti), mitria, bastone e altri attributi vescovili, volto anziano e scavato (preso dalla maschera funebre); con bilancia con cui soppesa i meriti a Dio più pesanti di un cesto di frutta; oppure mentre fa risorgere un piccione cotto dal piatto; possibili riferimenti a Firenze (giglio fiorentino, modellino della città). |
| III secolo-303                 | Antonino di Piacenza                |          | Soldato della legione tebea, rappresentato con armatura a piedi o a cavallo. |
| 251-356                        | Antonio abate                       |          | Bastone a forma di tau, simbolo della lettera greca tau nella veste o vicino a lui, monaco anziano con lunga barba bianca, maiale o cinghiale che lo accompagna, libro, campanello; circondato da figure demoniache (tentazione di sant'Antonio), incontro con un altro monaco (san Paolo eremita); può essere rappresentato tra animali domestici e selvatici, di cui era considerato il protettore. |
| 1195-1231                      | Antonio di Padova                   |          | Francescano con saio, giovane uomo, stelo con giglio bianco, libro, asino o mulo/mula in ginocchio, pesci, fiamma o cuore fiammeggiante, con Gesù bambino tra le braccia o sul libro. |
| I sec.-II sec.                 | Apollinare di Ravenna               |          | vescovo con pastorale e mitra vescovile, palma del martirio, bastone /mazza o spada (strumento del martirio). |
| III sec.-249                   | Apollonia di Alessandria            |          | Tenaglia che stringe un dente, giovane donna, palma del martirio, scena del martirio in cui le strappano i denti dalla bocca. |
| 1040-1087                      | Arnolfo /Arnoldo di Soissons        |          | Pala per mescolare la birra durante l'ammostamento (mash rake in lingua inglese); vescovo con pastorale e mitra vescovile. |
| III sec.-III/IV sec.           | Barbara                             |          | Torre o modellino di torre con tre finestre, giovane donna in ricche vesti, pavone (le verghe della fustigazione furono trasformate in piume), calice, spada, fiamme, ostia, palma del martirio, corona in testa, seno reciso, libro; nella scena del martirio viene decapitata dal padre con una spada, successivamente il padre viene colpito da un fulmine; il padre può essere sotto i suoi piedi. |
| I secolo -61                   | Barnaba                             |          | Libro del Vangelo di Matteo, prevalentemente anziano con lunga barba bianca; in ambito toscano anche con un ramoscello di ulivo. |
| I sec.-68 circa                | Bartolomeo (apostolo)               |          | Pelle scuoiata del santo, coltello (secondo il suo martirio), palma del martirio. |
| 329-379                        | Basilio il Grande                   |          | Abiti episcopali per lo più di tipo orientale, talvolta con una colomba. |
| 589 circa-653 circa            | Bavone di Gand                      |          | Falcone in mano, vestito da nobile cavaliere, spada, speroni. |
| 480-547                        | Benedetto da Norcia                 |          | Benedettino, può avere sia l'abito scuro regolare benedettino, che chiaro di alcune sotto-congregazioni, barba bianca, libro della regola benedettina, corvo con pane in bocca, pastorale e mitra, verga o aspersorio, setaccio, coppa, piccoli serpenti, cespuglio di spine. |
| 1380-1444                      | Bernardino da Siena                 |          | Volto di anziano con tonsura, incavato, con mento piccolo (derivato dalla fisionomia, soprattutto in area toscana dove si registrano le prime attestazioni iconografiche, poi seguite dagli altri); IHS (trigramma di Cristo) solitamente dipinto su un medaglione o su una tavoletta retta o comunque indicata dal santo, saio francescano, tre mitre vescovili ai piedi (triplice rifiuto dell'episcopato). |
| 1060-1133                      | Bernardo degli Uberti               |          | Aspetto giovanile, imberbe, con abito monastico vallombrosano, con cocolla grigia, ricoperta dalla porpora cardinalizia; galero cardinalizio, pastorale abbaziale o "gruccia", libro delle costituzioni. Oppure vescovo anziano e con barba fluente, in abiti pontificali. |
| 1090-1153                      | Bernardo di Chiaravalle             |          | Cistercense in abito chiaro, pastorale in mano, alveare (come sant'Ambrogio), drago o diavolo incatenato, una o tre mitre vescovili ai suoi piedi (rifiuto dell'episcopato, come san Bernardino da Siena), motto "abstine substine", scrive su un libro, piccola croce o crocifisso, scena con il santo inginocchiato davanti al Cristo crocifisso (che toglie le braccia dalla croce per abbracciarlo), inginocchiato davanti alla Vergine Maria. |
| III sec.-316                   | Biagio di Sebaste                   |          | Pettine da cardatore (strumento di martirio), candele, vestito da vescovo con pastorale e mitra vescovile, palma del martirio. |
| 1217/1221-1274                 | Bonaventura da Bagnoregio           |          | Volto giovanile, glabro; mitria, pastorale e piviale indossato su un saio di colore cinerino con cordiglio con tre nodi e sandali; galero cardinalizio, generalmente tenuto tra le mani o deposto ai suoi piedi; libro, penna e calamaio; affiancato dal Legno della Vita (allusione alla sua opera Lignum Vitae), cioè la rappresentazione di Cristo come albero con dodici rami, con il Crocifisso sul tronco e il pellicano in cima. |
| 672/680-754                    | Bonifacio di Magonza                |          | Libro trafitto da una spada, anziano vescovo con pastorale e mitra vescovile, abbatte una quercia (simbolo pagano) con una scure o ascia, viene ucciso da pagani con una spada, palma del martirio. |
| 1303-1373                      | Brigida di Svezia                   |          | Suora brigidina con la caratteristica decorazione sul capo a forma di corona, scrive su un libro, cero acceso. |
| 1030-1101                      | Bruno                               |          | Abito certosino (bianco, costituito da tunica e cocolla caratterizzata da due "guigge", le bande laterali che tengono unite la pezza anteriore e quella posteriore), stella sul petto o in fronte, mitra e pastorale posti ai suoi piedi, teschio, crocifisso a forma di albero, ramo d'ulivo, in preghiera estatica davanti all'apparizione della Vergine. |
| 466-561                        | Calogero                            |          | Veste da abate basiliano, lunga barba, carnagione scura, bibbia in mano, bastone, cerva. |
| 1550-1614                      | Camillo de Lellis                   |          | Veste talare con croce latina bruno-rossiccia cucita sul petto, in preghiera davanti al crocifisso, con Gesù che dalla croce si protende per abbracciarlo. |
| 1538-1584                      | Carlo Borromeo                      |          | Cardinale generalmente vestito di rosso, o vestito da vescovo con pastorale e mitra vescovile; spesso ritratto in mezzo a poveri o appestati, carnagione scura, naso aquilino, crocifisso, teschio. |
| c. 240-303-305                 | Cassiano di Imola                   |          | Oltre alla scena del martirio del santo da parte dei suoi allievi può essere presentato genericamente come vescovo, eventualmente con i libri che lo qualificano come insegnante. |
| 610/620 c.-685                 | Cataldo                             |          | Abito vescovile; esiste qualche sua rappresentazione nell'atto di resuscitare morti o come guaritore. |
| 280/290-305 circa              | Caterina d'Alessandria              |          | Ruota con punte acuminate, spesso spezzata; giovane donna con ricco vestito, corona, anello (nozze mistiche con Gesù bambino, come santa Caterina da Siena), spada (strumento del martirio), palma del martirio, figura maschile sotto i piedi (uno dei filosofi pagani che sconfisse) |
| 1347-1380                      | Caterina da Siena                   |          | Domenicana con veste bianca e manto nero, giglio, stigmate, in atto di scrivere una lettera o un libro, anello (matrimonio mistico con Gesù, come santa Caterina d'Alessandria), corona di spine, cuore in mano; può toccare o leccare il sangue di Cristo; può ricevere il rosario dalla Madonna (con san Domenico). |
| II o III sec.                  | Cecilia                             |          | Strumento musicale, generalmente un organo, organo portativo, strumenti ad arco, che suona o che giacciono rotti ai suoi piedi (in questo caso possono essere presenti anche strumenti a percussione e a fiato); giovane donna in ricche vesti, corona in testa, palma del martirio. |
| 1209-1296                      | Celestino V                         |          | Aspetto robusto, imberbe o con barba fluente, in abiti pontificali o, più spesso, con l'abito monastico; colomba (allusione allo Spirito Santo che gli ispirò rinuncia al pontificato), tiara e ferula papale deposte, croce di Santo Spirito (croce con una S sull'asta inferiore, simbolo della sua congregazione); cartiglio con la scritta "Humilitatem adspexi in corde meo"; talvolta, palma dei martirio e, raramente, demonio. |
| 493-575                        | Cerbone di Populonia                |          | Vescovo con attributi vescovili (abito, mitria, bastone pastorale), oche, orso che lo tenta di sbranare. |
| 1194-1253                      | Chiara d'Assisi                     |          | Clarissa con abito monacale delle clarisse: generalmente ocra o grigio con velo nero in testa (ma poteva essere rappresentata con altri abiti monacali); giglio o palma, ostensorio con ostia consacrata (con cui scacciò soldati che minacciavano il suo monastero), lanterna accesa, libro. A volte raffigurata vicino a san Francesco d'Assisi. |
| 1268-1308                      | Chiara da Montefalco                |          | Cuore in mano, con abito francescano o agostiniano, crocifisso, ostensorio. |
|                                | Chirico                             | >        | Vedere Quirico e Giulitta. |
| 210-258                        | Cipriano di Cartagine               |          | Abiti vescovili e anziano, spesso con un libro (per ricordare l'intensa attività di trattatista), con la palma del martirio, talvolta accompagnata dalla spada (strumento del supplizio), talvolta anche con un pannicello legato al pastolare (memoria delle vesti che gli furono recate sul luogo della morte); talvolta ancora associato al papa Cornelio. |
| III se.-302                    | Cipriano e Giustina                 |          | Calderone con olio bollente, con un uomo e una donna immersi dentro; uomo e donna con vestiti da religiosi bizantini, l'uomo anche vestito da vescovo occidentale, palma del martirio, diavolo /demonio. |
| III-IV secolo                  | Ciriaco                             |          | Dalmatica (abito generico da diacono) con demonio o drago tenuto alla catena o sotto i piedi, libro degli esorcismi, palma del martirio, spada o ascia come strumento del supplizio; numerosi sono i casi in cui viene invece rappresentato nell'atto di guarire con un esorcismo la figlia di Diocleziano; è l'unico del suo gruppo di martiri ad essere rappresentato. |
| I sec.-99/100                  | Clemente                            |          | Papa con tiara in testa, o comunque con vesti papali; ancora (come san Nicola di Bari), libro. |
| 180 circa-253                  | Cornelio                            |          | Paramenti pontificali, libro, palma del martirio, corno (allusione al nome del santo); spesso associato a san Cipriano e, più raramente, a san Sisto II. |
| 260-303                        | Cosma e Damiano                     |          | Due santi, raffigurati quasi sempre insieme, indossano una veste identica o differente solo nel colore: una veste lunga da medico, con cappello (capperone) o senza; strumenti medici /chirurgici (a volte contenuti in una scatola), palma del martirio, albarello, libro. Episodio dell'uomo a cui sostituiscono una gamba malata con quella di un uomo di colore, morto di recente. |
| ...-170 circa                  | Costanzo di Perugia                 |          | Vescovo con la barba, possibilemnete vicino allo stemma di Perugia o a un modelllino della città, spesso in coppia con sant'Ercolano, vescovo imberbe. |
|                                | Corona                              | >        | Vedere Vittore e Corona. |
| III sec-IV sec                 | Cristina di Bolsena                 |          | Macina o mola, ruota ardente (strumenti del tentato martirio); giovane donna, freccia /frecce tenute in mano o inflitte nel suo corpo (strumenti di martirio), palma del martirio. |
| II o III sec.-250              | Cristoforo                          |          | Gesù bambino sulle sue spalle, è raffigurato come un uomo gigantesco, bastone fiorito, palma del martirio. Nelle icone e affreschi bizantini viene rappresentato con la testa di cane (cinocefalo). |
| 978-1039                       | Cunegonda di Lussemburgo            |          | Modellino di chiesa in mano, donna vestita da imperatrice con manto regale, corona e scettro; vomeri infuocati; spesso rappresentata insieme al marito imperatore (Enrico II il Santo). |
|                                | Daniele                             |          | Nelle versioni paleocristiane e bizantine vestito alla maniera persiana o assira, talvolta con berretto frigio, ritto tra due leoni; in alcuni casi appare a soccorrerlo Abacuc (spesso sostenuto per i capelli da un angelo) portandogli del cibo. Dopo il medioevo la rappresentazione della fossa dei leoni si fa più rara e con tratti più naturalistici, talvolta con un angelo soccorritore. Una diversa rappresentazione vede Daniele in veste di giudice che assolve la casta Susanna. |
| III sec-306                    | Demetrio di Tessalonica             |          | Soldato romano in armatura, a volte su un cavallo rosso, lancia, spada. |
| 1400-1463                      | Diego d'Alcalá                      |          | Abito da frate converso francescano (saio di bigello e cordone), chiavi che indicano la mansione di portiere del convento, rose in ricordo del miracolo del pane, che distribuiva ai poveri nascostamente dai suoi superiori, trasformato in fiori quando fu scoperto; in preghiera estatica davanti al crocifisso; angeli che gli prestano aiuto in cucina. |
| III sec.-250/285               | Dionigi di Parigi                   |          | Testa staccata dal corpo (cefaloforia) che tiene in mano (come san Donnino di Fidenza); vescovo con pastorale e mitra vescovile, palma del martirio. |
| 1170-1221                      | Domenico di Guzmán                  |          | Domenicano con abito bianco e mantello nero, stella sulla testa, giglio, cane bianco e nero con una torcia accesa, libro. |
| III o IV sec.-362              | Donato d'Arezzo                     |          | vescovo con pastorale e mitra vescovile, calice intero o spezzato, palma del martirio, libro, drago. |
| IV sec.-389                    | Donaziano di Reims                  |          | Ruota con cinque ceri accesi, vescovo con pastorale e mitra vescovile. |
| III sec.-296                   | Donnino di Fidenza                  |          | Testa staccata dal corpo (cefaloforia) che tiene in mano (come san Dionigi di Parigi); vestito da soldato romano, spada (strumento del martirio), palma del martirio, cane, calice. |
| III sec.-311                   | Dorotea                             |          | Cesto di frutta e fiori (solitamente di mele e rose: diversamente, santa Elisabetta d'Ungheria ha del pane al posto della frutta)), giovane donna, palma del martirio. |
| 250-303                        | Efisio                              |          | Soldato romano in armatura, croce sul palmo della mano o cucita sul vestito, baffi e pizzetto, palma del martirio. |
| 640-720                        | Egidio (abate)                      |          | Cerva (cervo femmina), vestito da eremita, bastone da eremita, barba bianca, freccia nel suo corpo o tenuta in mano, a volte vestito da vescovo con pastorale e mitra vescovile, libro. |
| 248-329                        | Elena (madre di Costantino I)       |          | Croce molto grande, vestita da imperatrice, corona in testa, chiodi, martello. |
| 588-660                        | Eligio di Noyon                     |          | Martello, incudine e altri strumenti da orafo nella sua bottega, cavallo, coppa, mentre cerca di ferrare un cavallo, anche vestito da vescovo con pastorale e mitra vescovile. |
| I sec. a.C.-I sec. d.C.        | Elisabetta (madre del Battista)     |          | Donna anziana, capo velato; è vicina o abbraccia la Vergine Maria (Visitazione della Beata Vergine Maria). |
| 1207-1231                      | Elisabetta d'Ungheria               |          | Cesto con pane e rose (diversamente, santa Dorotea ha della frutta al posto del pane), in alcune raffigurazioni pane e rose sono contenuti in un lembo del suo manto; giovane donna vestita da regina con corona in testa, oppure vestita da terziaria francescana, in atto di donare cibo, vestiti o monete ai poveri. |
| III sec.-303                   | Erasmo                              |          | Argano /verricello con il quale, seminudo, fu martirizzato strappandogli le viscere, oppure vestito da vescovo con pastorale e mitra vescovile, palma del martirio. |
| ...-459                        | Ercolano di Perugia                 |          | Vescovo per lo più imberbe, spesso associato ad altri simboli di Perugia e ad altri santi come san Costanzo. |
| I secolo                       | Ermagora e Fortunato                |          | Ermagora anziano in paramenti vescovili con il pastorale e la palma del martirio Fortunato, giovane dal viso glabro, dal capo scoperto con tonsura e veste la dalmatica da diacono, porta la palma dei martirio, talvolta con un turibolo; eventualmente il libro del Vangelo secondo Marco può essere presentato retto dal diacono o dal vescovo. |
| III-IV secolo                  | Espedito                            |          | Soldato romano con una croce con la scritta Hodie e un corvo con la scritta Cras. |
| 288-303                        | Eufemia di Calcedonia               |          | Leone o leoni, giovane donna, spada, giglio, palma del martirio. |
| I sec.-II sec.                 | Eustachio martire                   |          | Cervo con una croce tra le corna (come sant'Uberto), vestito da soldato romano o cacciatore medievale, cane da caccia /cani da caccia, corno da caccia, armi da caccia, cavallo, toro in bronzo arroventato (strumento del suo martirio), palma del martirio. |
| 1578-1622                      | Fedele da Sigmaringen               |          | Abito cappuccino, volto barbato (talvolta rasato), capo recante ferite mortali, palma del martirio, strumenti del martirio (spada e mazza ferrata, talvolta sostituita da una clava, o da una mazza da torneo con palla chiodata unita al manico da una catena di ferro). |
| 1515-1587                      | Felice da Cantalice                 |          | Gesù bambino tenuto in braccio, santo vestito con saio e cappuccio da cappuccino francescano, barba generalmente bianca, porta un sacco /bisaccia /borsa per la questua. |
| II sec.-165                    | Felicita e figli                    |          | Sette figli /bambini intorno a lei, oppure una spada con sette teste o panno con sette teste; vestita da matrona romana, palma del martirio. |
| 5-80                           | Filippo apostolo                    |          | Croce molto grande, vestito con panneggi, generalmente con la barba; pani e pesci, drago, palma del martirio. |
| 1233-1285                      | Filippo Benizi                      |          | Tiara papale ai suoi piedi o poggiata nelle vicinanze e/o mitria vescovile (rinuncia al papato e ad altri incarichi), vestito con l'abito dei Servi di Maria, crocifisso, giglio. |
| 1515-1595                      | Filippo Neri                        |          | Fanciulli, ragazzi vicino a lui; veste nera con un colletto bianco o pianeta (spesso rossa), giglio bianco, barba corta, in genere bianca; atteggiamento estatico davanti a una visione religiosa. |
| 1238-1256                      | Fina da San Gimignano               |          | Mazzolino di viole, adolescente dai capelli biondi, modellino della città di San Gimignano in mano. |
| III sec.-304                   | Floriano di Lorch                   |          | Secchio d'acqua gettato su una città (o modellino di città) in fiamme, abito di soldato romano o cavaliere medievale, spada, macina (anche legata al collo con una corda), vessillo/bandiera con croce rossa in campo bianco. |
| 1384-1440                      | Francesca Romana                    |          | Oblata di Santa Francesca Romana in abito nero con velo bianco in testa, angelo custode, libro, pane dato ai bisognosi. |
| 1681-1742                      | Francesco Antonio Fasani            |          | Stempiato con pizzetto, vestito in saio francescano dei frati minori conventuali, mariale, Immacolata Concezione, poveri. |
| 1510-1572                      | Francesco Borgia                    |          | Stempiato con barba corta e baffi, vestito interamente di nero (gesuita), teschio con una corona. |
| 1563-1608                      | Francesco Caracciolo                |          | In veste talare, in adorazione davanti all 'ostensorio, libro con la scritta Votum non ambendi dignitate e Oratio circularis continua, insegne vescovili ai suoi piedi. |
| 1181/1182-1226                 | Francesco d'Assisi                  |          | Francescano in saio logoro chiuso alla vita da un cordone con tre nodi, stigmate, tonsura del capo, glabro o con barba e baffi, tenente crocifisso, o teschio, con animali (uccelli, lupo ecc.), reggente una chiesa sulle spalle, o inginocchiato davanti all'apparizione di un crocifisso che invia raggi di luce alle ferite uguali a quelle di Cristo, presso un compagno frate addormentato. |
| 1416-1507                      | Francesco da Paola                  |          | Frate minimo (con tunica marrone, "pazienza" e cingolo con 5 nodi, zoccoli), vecchio con barba bianca, bastone, motto "CHARITAS"; attraversa il mare (lo stretto di Messina) su un mantello a mo' di zattera. |
| 1567-1622                      | Francesco di Sales                  |          | L'iconografia del santo dipende dal suo vero ritratto: capo calvo, barba e baffi scuri, vesti vescovili (tonaca, cotta e mozzetta), colletto bianco, croce pettorale sospesa a un nastro. Mitra e pastorale, cuore fiammeggiante, libro e penna. |
| 1266-1328                      | Francesco Patrizi (beato)           |          | Saio nero dei Servi di Maria, tonsura, barba corta, libro, gigli bianchi, spesso vicino al beato Gioacchino da Siena, altro beato senese dello stesso ordine |
| 1506-1552                      | Francesco Saverio                   |          | Gesuita in abito scuro, o in paramenti liturgici; giovane uomo con barba, baffi e capelli neri, crocifisso, bastone, vicino a persone dall'aspetto esotico. |
| VI secolo                      | Fridolino                           |          | Abito benedettino, accompagnato da uno scheletro |
| 1838-1862                      | Gabriele dell'Addolorata            |          | Giovane chierico in abito passionista, in preghiera davanti all'immagine dell'Addolorata, giglio, teschio e crocifisso. |
| c. 550-645                     | Gallo                               |          | Benedettino con bastone da abate accompagnato dall'orso che lo aiutò a costruire l'abbazia. |
| 1480-1547                      | Gaetano Thiene                      |          | Teatino in abito scuro, giovane uomo con barba scura, Gesù bambino in braccio, corona del Rosario, cuore alato, libro con la scritta Quaerite primum regnum Dei, giglio, teschio. |
| 1148-1152                      | Galgano                             |          | Spada nella roccia, cavaliere medievale. |
| 312-397                        | Geminiano di Modena                 |          | Vescovo con pastorale e mitra vescovile, modellino della città di Modena, libro. |
| 272-305                        | Gennaro                             |          | Ampolla o ampolle con il suo sangue, Vescovo con pastorale e mitra vescovile, palma del martirio, spada, leoni, scena della sua decapitazione; veduta o modellino di Napoli; vulcano che erutta. |
| 411/416-502                    | Genoveffa di Parigi                 |          | Pastorella con rocca /conocchia e fuso, bastone da pastore, pecore-in altre rappresentazioni è vestita da regina (come patrona di Parigi) con corona in testa, o vestita da monaca-lungo cero acceso in mano, libro. |
| II /III sec.-III sec.          | Gervasio e Protasio                 |          | Due santi con lo stesso vestito (a volte di colori diversi): indossano una divisa da soldato romano o toga da antico romano; ognuno ha in mano la palma del martirio e lo strumento del proprio martirio: due spade oppure una spada e una frusta /scudiscio /catene. |
| 1185-1257                      | Giacinto                            |          | Abito domenicano, ostensorio, statua della Vergine con il Bambino, nell'atto di camminare sulle acque del Dnipro, in preghiera estatica davanti all'apparizione di Maria con il bambino Gesù e un cartiglio con la scritta Gaude, fili Hyacinthe, quia orationes tuae gratae sunt Filio meo et quidquid ab eo per me petieris impetrabis; riceve dalla Madonna, da santa Caterina d'Alessandria e da Maria Maddalena un quadro con l'effige di san Domenico (miracolo di San Domenico di Soriano). |
| I a.C. /I d.C.-44              | Giacomo il Maggiore                 |          | Conchiglia di San Giacomo, vestito di pellegrino, bastone di pellegrino con piccola borsa appesa, cappello a larghe tese, spada (strumento del martirio), palma del martirio, libro; vestito da cavaliere in sella a un cavallo bianco mentre calpesta i saraceni (Santiago Matamoros) e bandiera bianca con croce rossa (o viceversa). |
| 5-62                           | Giacomo il Minore                   |          | Bastone da battilana o grosso bastone, palma del martirio, libro. |
| 1393-1476                      | Giacomo della Marca                 |          | Abito francescano, ampolla o calice contenente il sangue di Cristo, calice dal quale spunta un serpente, mitria posata ai suoi piedi, stella sul capo, canna, libro, astuccio per gli occhiali, tavoletta con il monogramma del nome di Gesù. |
| I sec. a.C.-I sec. d.C.        | Gioacchino (padre di Maria)         |          | Signore anziano con la barba bianca, vicino ad una signora anziana (sant'Anna) e ad una bambina (Maria Vergine bambina), o soltanto con la bambina (in genere la piccola Maria ha qualche anno in modo da essere identificata come una bambina e non scambiarla per Gesù Bambino con San Giuseppe), oppure mentre abbraccia una donna (sant'Anna) presso la porta di una città. |
| 1258-1305                      | Gioacchino da Siena (beato)         |          | Saio nero dei Servi di Maria, tonsura, capalli scuri o bianchi, libro, rose bianche, spesso vicino al beato Francesco Patrizi, altro beato senese dello stesso ordine |
| 275/285-303                    | Giorgio                             |          | Drago ucciso con una lancia da un cavaliere in armatura (come san Teodoro di Amasea), cavallo, ragazza impaurita, spada, bandiera con croce rossa in campo bianco (Croce di San Giorgio), palma del martirio. |
| 1412-1421                      | Giovanna d'Arco                     |          | Ragazza in armatura su un campo di battaglia, cavallo, spada, ragazza legata e bruciata su un rogo, palma del martirio. |
| I sec. a.C.-29/32 d.C.         | Giovanni Battista                   |          | Croce sottile e lunga, spesso con un cartiglio con la scritta "ECCE AGNUS DEI"; eremita vestito di pelli animali, aspetto emaciato, barba e capelli lunghi e scomposti, agnello, ciotola, mantello rosso, ascia /scure o spada (strumenti del martirio), palma del martirio; indica Gesù o verso l'alto; scena del battesimo di Gesù, mentre versa con una ciotola l'acqua del fiume Giordano su Cristo; altro tipico soggetto è la testa di Giovanni Battista su un vassoio (decollazione di Giovanni Battista) o la scena della sua decapitazione; talvolta è presente insieme alla Madonna e a Gesù bambino, come un bambino appena più grande di Gesù con una croce di bastoncini o di canna in mano. |
| 344/354-407                    | Giovanni Crisostomo                 |          | croci nel suo vestito orientale da vescovo, libro o cartiglio, alveare con api, colomba vicina al suo orecchio, pastorale. |
| 1154-1213                      | Giovanni de Matha                   |          | Veste dei Trinitari, con cappa nera su saio bianco e crocetta sul petto e sulla spalla con un'asta rossa e una azzurra; giovane con tonsura e barba bruna, libro, penna, catene. |
| 1542-1591                      | Giovanni della Croce                |          | Abito carmelitano (tunica e scapolare bruni e mantello bianco), in preghiera estatica davanti a Cristo con la croce, cartiglio con le parole "Deus vitam meam annuntiavit tibi", libro e penna (nell'atto di sospendere la scrittura per contemplare). |
| 1495-1550                      | Giovanni di Dio                     |          | Insieme ad un mendicante o persona morente da lui aiutata (trasportata in braccio, ai suoi piedi, in un letto assistita dal santo), stempiato con barba corta, abito scuro e lungo. |
| 10-98                          | Giovanni apostolo ed evangelista    |          | Aquila, calice /coppa con un serpentello dentro, libro (vangelo), penna o calamo in mano, santo dentro un calderone d'olio bollente (strumento di tentato martirio); è raffigurato in due diversi aspetti: come apostolo è un giovane bello, quasi femminile, sbarbato con capelli lunghi e boccoluti; come evangelista è a volte anziano con barba grigia o bianca; la veste è spesso rosa o tendente al rosso, soprattutto nei dipinti medievali. La sola aquila può rappresentare interamente san Giovanni, in particolare nelle figure del tetramorfo: angelo (Matteo), leone (Marco), bue /toro (Luca), aquila (Giovanni). |
| 1386-1456                      | Giovanni da Capestrano              |          | Abito francescano contrassegnato dal segno dei crociati (crocetta rossa), vessillo crociato o stendardo con il monogramma o trigramma del Nome di Gesù, crocifisso in pugno, stella sul capo, con un ottomano dalla scimitarra spezzata ai piedi. |
| 556-619                        | Giovanni elemosinario               |          | Tenuta da patriarca latino, vecchio e barbuto, mentre consegna le elemosine ai poveri. |
| 995-1073                       | Giovanni Gualberto                  |          | Vallambrosano con lunga veste grigia o marrone, bastone a Tau, vecchio con barba bianca, croce, libro. |
| 1349-1393                      | Giovanni Nepomuceno                 |          | Volto barbato, abito canonicale (veste talare, cotta, almuzia, berretta sul capo), palma del martirio; crocifisso nella mano sinistra e dito della mano destra sulle labbra (o angelo nel medesimo atteggiamento, allusione al sigillo sacramentale); aureola con cinque stelle. Talvolta rappresentato nell'atto di confessare la regina di Boemia. |
| 347-420                        | Girolamo                            |          | Le rappresentazioni di Girolamo sono divisibili in due gruppi oltre a quelle riferite ad episodi della sua vita o suoi miracoli. - Girolamo penitente: vecchio seminudo stempiato con barba bianca in un'area desertica, accompagnato da un leone, legge o scrive su un libro, sono spesso presenti un teschio e il crocifisso; a volte è avvolto in un panno rosso o con un galero cardinalizio gettato a terra; altre volte con pietra in mano, per percuotersi il petto; dal XVII secolo sono associate alcune tentazioni (come per Antonio abate) - Girolamo dottore: in abiti cardinalizi, scrivente o leggente in uno studio o una cella circondato di libri, normalmente con il Crocifisso e un teschio, talvolta con il leone e la colomba dell'illuminazione divina; nei polittici o tra gli astanti in una pala unitaria appare stante o a mezza figura in abiti cardinalizi con il libro, talvolta con un modello di chiesa in mano, più raramenta accompagnato dal leone. |
| 1486-1537                      | Girolamo Emiliani                   |          | In veste talare, nell'atto di presentare alla Vergine orfani e orfanelle. Crocifisso, ceppi, palla e catene. |
| I sec. a.C./I sec. d.C-70      | Giuda Taddeo                        |          | Icona con Gesù Cristo appesa al collo, fiamma /fiammella sulla testa (come san Vincenzo Ferrer), bastone, lancia, alabarda o ascia /scure (presunti strumenti di martirio), palma del martirio. |
| 285-305                        | Giuliana di Nicomedia               |          | Diavolo /demonio che tiene incatenato o comunque sottomesso a lei, corona in testa, spada (strumento di martirio), palma del martirio. |
| 1270 circa-1341                | Giuliana Falconieri                 |          | Abito nero, con bende bianche, delle mantellate del terz'ordine dei servi di Maria, libro con la regola dell'ordine, ostia sul cuore. |
| 631-VII sec.                   | Giuliano l'ospitaliere              |          | Cacciatore con cani, falcone, cervo, cavallo, spada; oppure in veste di traghettatore con barca e remo; sta per uccidere con la spada un uomo e una donna anziani che dormono in un letto. |
|                                | Giulitta                            | >        | Vedere Quirico e Giulitta |
| I sec a.C.-I sec. d.C.         | Giuseppe                            |          | Uomo barbuto vicino a Gesù bambino (anche con Maria Vergine), giglio bianco, bastone fiorito; strumenti, bottega e grembiule di cuoio da falegname. |
| I sec. a.C.-I sec. d.C.        | Giuseppe di Arimatea                |          | Sudario di Cristo in mano, strumenti della Passione, calice (graal) con il quale ha raccolto il sangue di Cristo, a volte ha un cappello /copricapo in testa; tiene il corpo di Cristo morto fra le braccia. |
| 268/270-287                    | Giusta e Rufina                     |          | Vasi di coccio o statue rotte, due giovani ragazze (possono anche essere rappresentate individualmente), modellino della Giralda (il campanile della cattedrale di Siviglia), leone, palma del martirio. |
|                                | Giustina e Cipriano                 | >        | Vedere Cipriano e Giustina |
| III sec.-304                   | Giustina di Padova                  |          | Pugnale o spada che le trafigge il cuore, vestita da principessa, anche con una corona in testa, palma del martirio, unicorno, libro. |
| 540-604                        | Gregorio Magno                      |          | Colomba vicina alla sua testa, papa con tiara, libro (può essere anche un antifonario con notazione neumatica), in atto di scrivere su un libro. |
| 750-812                        | Guglielmo d'Aquitania               |          | Guerriero in armatura o monaco con un'armatura vicino. |
| 1085-1142                      | Guglielmo da Vercelli               |          | Abito bianco dei benedettini verginiani (tonaca lunga fino alla punta dei piedi, con maniche larghe, scapolare con cappuccio), attributi della dignità prelatizia (mozzetta, mitria e pastorale), lupo ammansito (talvolta sottoposto al basto), bordone da pellegrino. |
| 1491-1556                      | Ignazio di Loyola                   |          | Gesuita con abito scuro, oppure con pianeta o in armatura; stempiato e con corta barba, monogramma IHS, libro con la scritta "Ad maiorem Dei gloriam" (motto della Compagnia di Gesù). |
| 607-667                        | Ildefonso di Toledo                 |          | Casula /pianeta che riceve in dono da Maria Vergine, vescovo con pastorale e mitra vescovile. |
| III sec.-III sec.              | Irene di Roma                       |          | Vicina a san Sebastiano trafitto dalle frecce, ampolla con unguenti; insieme a lei compare la serva Lucina. |
| I secolo                       | Lazzaro di Betania                  |          | La resurezione di Lazzaro è l'iconografia più ricorrente con Gesù attorniato da diversi personaggi o i due soli limitatamente all'arte paleocristiana; per la contaminazione con la storia del povero Lazzaro e il ricco epulone viene anche talvolta rappresentato come un disgraziato lebbroso; legata alla tradizione che lo vuole divenuto vescovo di Autun o Avallon è la sua raffigurazione in vesti episcopali sui portali delle rispettive cattedrali. |
| 1002-1054                      | Leone IX                            |          | Abito papale, in qualche caso vengono rappresentati anche momenti salienti della sua vita. |
| 496-545/559                    | Leonardo di Noblac                  |          | Catene, ceppi, prigionieri in catene, prigione; è raffigurato in vari abiti ecclesiastici, più spesso come cistercense: tunica bianca e scapolare nero; libro. |
| I sec. d.C.-I sec. d.C.        | Longino                             |          | Lancia con la quale trafisse Gesù Cristo crocifisso, vestito da soldato romano, ampolla con il sangue di Cristo. |
| 225-258                        | Lorenzo                             |          | Graticola, griglia (strumento del suo martirio, come san Vincenzo di Saragozza), seminudo sulla graticola o giovane che indossa una dalmatica e tiene la graticola vicino a sé, palma del martirio, libro. |
| 9-93                           | Luca evangelista                    |          | Toro o bue (a volte alato), il santo scrive su un libro (Vangelo secondo Luca), strumenti da pittore (mentre ritrae la Vergine Maria). Il solo toro o bue può rappresentare interamente san Luca, in particolare nelle figure del tetramorfo: angelo (Matteo), leone (Marco), bue /toro (Luca), aquila (Giovanni). |
| 283-304                        | Lucia                               |          | Occhi su un piatto /vassoio (o comunque occhi mostrati nell'immagine), giovane donna, palma del martirio, lanterna o candela accesa, giglio, bue o toro ai suoi piedi. |
| 1274-1297                      | Ludovico di Tolosa                  |          | Saio francescano e piviale decorato con fiordalisi, giovane vescovo con pastorale e mitra vescovile, corona o scettro ai suoi piedi. |
| 1214-1270                      | Luigi IX di Francia                 |          | Re giovane dal manto decorato con gigli, corona e scettro, corona di spine, chiodi, spada, modellino della Sainte-Chapelle di Parigi. |
| 1526-1581                      | Luigi Bertrando                     |          | Abito domenicano (tonaca e scapolare bianchi, cappa nera), con una coppa dalla quale spunta fuori un serpente, in ricordo del tentativo di avvelenamento che la popolazione dei Caraibi fece contro di lui; una pistola con la canna mutata in crocifisso (in ricordo dell'episodio dell'uomo che si sentiva attaccato dalle prediche del santo e tentò di ucciderlo con un colpo di pistola, ma l'arma si tramutò in croce). |
| 1568-1591                      | Luigi Gonzaga                       |          | Sottana nera da novizio gesuita, giglio (simbolo di purezza), teschio e flagelli (simboli di vita ascetica), corona ai suoi piedi (simbolo di rinuncia al ducato), in preghiera davanti al crocifisso o alla Vergine; talvolta rappresentato nell'atto di soccorrere gli appestati o di ricevere la prima comunione da san Carlo Borromeo. |
| 20-I sec.                      | Marco evangelista                   |          | Leone (solitamente alato), il santo scrive su un libro (Vangelo secondo Marco), scritta PAX TIBI. Il solo leone può rappresentare interamente san Marco, in particolare nelle figure del tetramorfo: angelo (Matteo), leone (Marco), bue /toro (Luca), aquila (Giovanni). |
| 275-290                        | Margherita di Antiochia             |          | Drago sotto ai suoi piedi o condotto al guinzaglio /catena (come Marta di Betania), giovane donna, croce o crocifisso in mano, palma del martirio, corona in testa, rosario di perle. |
| 1247-1297                      | Margherita da Cortona               |          | Cane, cagnolino ai suoi piedi (in genere di pelo bianco e nero), la santa è vestita con un saio francescano e un velo bianco in testa, crocifisso o croce, scala a pioli. |
| 344-421                        | Maria Egiziaca                      |          | Tre pani in mano, giovane donna o anziana con lunghi capelli che le coprono il corpo (come Maria Maddalena), vestita di stracci o nuda, crocifisso. |
| I sec.-I sec.                  | Maria Maddalena                     |          | Ampolla con unguento, giovane donna con lunghi capelli vestita riccamente che in alcune immagini unge i piedi a Cristo, oppure (come penitente) in vestiti poveri e discinta o nuda coperta dai lunghi capelli in atteggiamento estatico o in preghiera (come Maria Egiziaca), crocifisso e un teschio, gioielli gettati in terra, frusta; oppure ai piedi di Cristo crocifisso o in ginocchio accanto a Cristo risorto. |
| 1566-1607                      | Maria Maddalena de' Pazzi           |          | Carmelitana nell'abito bianco e nero dell'ordine monastico, in atteggiamento estatico davanti ad una visione religiosa, strumenti della Passione, croce o crocifisso. |
| I sec. a.C.-I sec. d.C.        | Marta di Betania                    |          | Drago sotto ai suoi piedi o condotto al guinzaglio /catena (come Margherita di Antiochia) mentre la santa ha un aspersorio in mano; oppure accanto a Maria Maddalena e Gesù Cristo vestita con abiti di casa e oggetti casalinghi in mano (mestolo, brocca, stoviglie, chiavi di casa, scopa). |
| 275-366                        | Marino                              |          | Giovane o anziano, con la veste di diacono, oppure al lavoro come lapicida, tenente in mano un modellino del Monte Titano con le tre torri di San Marino. |
| 316-397                        | Martino di Tours                    |          | Mantello che il santo, vestito da soldato romano o cavaliere medievale, divide in due con la spada per darne una parte a un povero mendicante; cavallo; anche in veste di vescovo con pastorale e mitra vescovile: in questo caso il suo attributo che lo identifica è un'oca ai suoi piedi; globo infuocato. |
| III secolo                     | Marziale di Limoges                 |          | Abito episcopale con mitria e pastorale; talvolta accompagnato da santa Valeria che gli porge il proprio capo mozzato. |
| 4/2-70/74                      | Matteo apostolo                     |          | Angelo vicino all'apostolo; con un libro o nell'atto di scrivere un libro o una pergamena (vangelo secondo Matteo); borsa con denari, spada, accetta /scure o alabarda (strumenti del martirio), palma del martirio. Il solo angelo può rappresentare interamente san Matteo, in particolare nelle figure del tetramorfo: angelo (Matteo), leone (Marco), bue /toro (Luca), aquila (Giovanni). |
| I secolo                       | Mattia apostolo                     |          | Scure del martirio (o accetta o alabarda) oppure rotulo avvolto o dispiegato, spesso sostituito da Paolo di Tarso nella rappresentazione dei dodici apostoli. |
| III sec.-287                   | Maurizio                            |          | Moro di pelle o comunque con una pelle scura /olivastra /nera, vestito come soldato romano o con armatura medievale, croce sullo scudo o sull'armatura, spada, palma del martirio. |
| ...-560                        | Medardo di Noyon                    |          | Vescovo, può avere un modellino dell'abbazia di Soissons o della citta di Arcevia, in Italia, di cui è patrono. |
| 285-309                        | Mena d'Egitto                       |          | Vestito all'antica, con braccia levate o comunque in gesto di orazione, tra due dromedari o cammelli inginocchiati. |
| -                              | Michele arcangelo                   |          | Arcangelo in armatura, può calpestare Satana (anche sotto forma di mostro o drago) e gli angeli ribelli, annientandoli con la spada o coi fulmini o con altra arma; può tenere una bilancia con cui soppesa le anime buone e cattive. |
| 331-387                        | Monica                              |          | Vestito nero, libro in mano, crocifisso in mano, vicina a suo figlio sant'Agostino. |
| 1245-1305                      | Nicola da Tolentino                 |          | Stella che brilla nel petto o vicino a lui, saio scuro degli agostiniani, tonsura del capo, crocifisso, giglio /gigli, libro, due colombe. |
| 270-343                        | Nicola di Bari                      |          | Tre sfere d'oro o tre borse piene d'oro su un libro o ai piedi del santo; vescovo con pastorale e mitra vescovile, folta barba, tre bambini in una tinozza, ancora (come San Clemente Romano). |
| 1080-1134                      | Norberto di Prémontré               |          | Ostensorio tenuto in mano, vescovo con pastorale e mitra vescovile, diavolo ai suoi piedi, calice con un ragno. |
| 1280-1331                      | Odorico da Pordenone                |          | Francescano, lunga barba, libro, croce. |
| XII sec.-1197                  | Omobono Tucenghi                    |          | Mercante medievale in atto di dare l'elemosina ai poveri. |
| IV sec.-IV sec.                | Onofrio                             |          | Anacoreta nudo o seminudo, coperto eventualmente dai propri capelli o barba tenuti lunghi; perizoma di foglie, cartiglio, corona in testa, angelo, ostia, calice, teschio, cammello, cervo o cerbiatto. |
| IV sec.-V sec.                 | Orsola                              |          | Mantello tenuto aperto dentro il quale talvolta compaiono alcune giovani; la santa è in ricchi abiti con corona in testa, bandiera /vessillo con una croce rossa, freccia in mano o nel corpo (strumento del suo martirio), palma del martirio, nave con molte ragazze a bordo. |
| 604 circa – 642 circa          | Osvaldo di Northumbria              |          | Corona regale e armatura talvolta regge con un corvo (o uccello nero) che trattiene un anello nel becco. |
| III-IV secolo                  | Pancrazio                           |          | Giovane, vestito all'antica, talvolta da soldato, con la spada con cui fu decapitato e la palma del martirio; libro con la scritta Venite ad me et ego dabo vobis omnia bona; talvolta reca in mano spighe o fiori. |
| III-IV secolo                  | Pantaleone                          |          | Mani inchiodate sopra la testa; attributi dei medici (vaso di unguenti, cassetta di medicinali, ferri chirurgici); in ginocchio, inchiodato a un albero, circondato di belve. |
| 4-64/67                        | Paolo di Tarso                      |          | Spada (strumento di martirio), abito antico drappeggiato, stempiato con barba nera/bruna/rossiccia (a volte bianca o brizzolata), libro (rotolo o codice), strumenti di scrittura, spesso in compagnia di san Pietro, palma del martirio; caduto da cavallo e investito da una luce (conversione di Paolo); nella lapidazione di Santo Stefano lo si vede come un giovane che tiene in mano i mantelli dei lapidatori; abito spesso rosso, giallo o arancione. |
| 230-335                        | Paolo di Tebe                       |          | Corvo con del pane nel becco, teschio, due leoni; eremita /anacoreta seminudo con barba e capelli lunghi e bianchi, abito o perizoma di foglie di palma intrecciate; in compagnia di sant'Antonio Abate. |
| 1540-1592                      | Pasquale Baylón                     |          | Abito dei francescani scalzi (saio corto, stretto e rattoppato, cordone con tre nodi), nell'atto di adorare l'ostensorio o il calice, generalmente presentatigli da un angelo (allusione alla sua devozione eucaristica), zappa e verga da pastore (ricordo del fatto che, prima di farsi frate, era pastore e contadino). |
| IV sec.-450                    | Petronio di Bologna                 |          | Modellino della città di Bologna (riconoscibile per le due torri) o la città di Bologna in lontananza; vescovo con pastorale e mitra vescovile. |
| I sec.-64/67                   | Pietro apostolo                     |          | Due chiavi : una chiave d'oro e l'altra d'argento (Chiavi del cielo); abito antico drappeggiato (in genere un manto giallo dorato e sotto una tunica azzurra o verde), capelli riccioluti e corta barba bianca o grigia, libro, gallo (rinnegamento di Cristo), palma del martirio; come pescatore tira in barca una rete con dei pesci insieme al fratello Andrea; sua crocifissione a testa in giù su una croce rovesciata. |
| 1499-1562                      | Pietro d'Alcántara                  |          | Abito dei francescani scalzi, croce di tronchi grezzi, aspetto emaciato, teschio, disciplina per l'autoflagellazione, colomba ispiratrice, talvolta nell'atto di camminare sulle acque. |
| 1205-1252                      | Pietro martire                      |          | Ascia /scure /mannaia /spada confitta nel cranio, a volte anche un coltello nel petto; frate domenicano in abito bianco e nero, crocifisso, palma del martirio; nella scena del martirio viene aggredito da un gruppo di persone, mentre un confratello domenicano cerca di fuggire: colpito, scrive per terra con il dito intinto nel suo sangue il Credo. |
| 1180/1189-1256                 | Pietro Nolasco                      |          | Anziano religioso con barba bianca e abito bianco, veste dell'ordine dei Mercedari da lui fondato; stemma dell'ordine dei Mercerdari sul petto e/o su una bandiera che il santo regge in mano, catene; sua visione della crocifissione a testa in giù di san Pietro apostolo. |
| I/II sec-IIsec.                | Prassede di Roma                    |          | Giovane donna con ricchi vestiti che, insieme alla sorella Pudenziana, assiste, lava i corpi, seppellisce i condannati a morte cristiani. |
| I-II secolo                    | Prosdocimo                          |          | Insegne vescovili, brocca. |
| I/II sec-IIsec.                | Pudenziana di Roma                  |          | Giovane donna con ricchi vestiti che, insieme alla sorella Prassede, assiste, lava i corpi, seppellisce i condannati a morte cristiani. |
| III sec-287                    | Quintino di Vermand                 |          | Chiodi infilati nelle carni e sotto le unghie, legato ai ceppi o alla gogna seminudo, palma del martirio. |
| III sec.-304/305               | Quirico e Giulitta                  |          | Bambino e giovane donna, palme del martirio, corone; scena dove madre e figlio subiscono il martirio (generalmente Quirico è morto a terra mentre la madre Giulitta aspetta il colpo di spada che le taglierà la testa); un giudice assiste al martirio, o getta a terra Quirico. Quando Quirico (chiamato anche Chirico) viene rappresentato da solo, solitamente ha la figura di un adolescente. |
| 1175 circa-1275                | Raimondo di Peñafort                |          | Abito domenicano (tunica e scapolare bianchi, cappa nera), raffigurato come dottore allo scrittoio o nell'atto di solcare le acque del mare sul proprio mantello. |
| 1200 circa-1240                | Raimondo Nonnato                    |          | Abito mercedario (tunica, scapolare e cappa bianchi, con lo stemma dell'ordine sullo scapolare), mozzetta da cardinale, labbra perforate e lucchetto, palma del martirio con tripla corona, ostensorio, circondato da schiavi riscattati. |
| 1118-1161                      | Ranieri Scacceri                    |          | Eremita, bastone da pellegrino, crocifisso. |
| 437-533                        | Remigio di Reims                    |          | Ampolla d'olio, colomba, arcivescovo con pastorale e mitra arcivescovile che, nelle scene narrative, battezza o cresima con l'olio santo una persona nuda o in vestiti regali (Clodoveo I). Spesso la scena è ambientata nella cattedrale di Reims, anacronisticamente in stile gotico. |
| 1345/1350-1376/1379            | Rocco                               |          | Pellegrino con gli attributi tipici dei pellegrini: bastone, conchiglia di San Giacomo, bisaccia, zucca, cappello, croce; mostra una ferita /piaga /bubbone della peste su una coscia; cane con pane in bocca. |
| 951/953-1027                   | Romualdo di Camaldoli               |          | Benedettino camaldolese nell'abito bianco dell'ordine, vecchio stempiato con barba bianca lunga, bastone, modellino dell'eremo di Camaldoli in mano, libro, diavolo; ha la visione di una scala che porta al cielo percorsa da monaci in abito bianco. |
| 1233-1251                      | Rosa da Viterbo                     |          | Corona di rose in testa o rosa /rose tenute in mano o in grembo; giovane terziaria francescana con saio, velo nero (o bianco) in testa e soggolo bianco a coprire il collo. |
| 1130-1170                      | Rosalia                             |          | Abito monacale basiliano, bastone da pellegrina, bisaccia, cane, catena, cilicio, ciotola, clessidra, conchiglia, corona di rose rosse e bianche, croce greca o crocifisso, epigrafe latina, giglio, lucerna, palma, rosa, rosario, sasso, scalpello, specchio con l'effige di Gesù, teschio e Vangelo. |
| 480-547                        | Scolastica da Norcia                |          | Monaca benedettina in abito monacale nero con soggolo bianco; colomba, giglio, libro della regola, bastone pastorale in mano; spesso insieme al fratello Benedetto da Norcia. |
| VIII secolo                    | Sebaldo di Norimberga (o Sinibaldo) |          | Abito da pellegrino con bastone, conchiglia e rosario, spesso anche reggente il modello di una chiesa; talvolta con le insegne dei regnanti di Francia e Danimarca; raramente in abiti principeschi |
| 256-288                        | Sebastiano                          |          | Uomo seminudo colpito da frecce e legato generalmente a un albero o una colonna; più raramente è vestito da soldato romano con una freccia in mano, come nel San Sebastiano di Raffaello; due donne trovano e curano san Sebastiano trafitto dalle frecce: sono sant'Irene di Roma e la sua serva Lucina. |
| …-344                          | Severo di Ravenna                   |          | Vescovo benedicente con un libro, talvolta rappresentato con una colomba che gli si posa sul capo come ultimo dei vescovi colombini. |
| III sec.-335                   | Silvestro I papa                    |          | Papa con gli attributi tipici, varianti secondo l'epoca (tiara papale, ferula, Manto papale, Falda papale, zucchetto bianco ecc.); drago, bue; nelle scene narrative di solito battezza Costantino I. |
| I sec.-107                     | Simone Zelota (o Cananeo)           |          | Sega (strumento di martirio), palma del martirio, barca, libro, crocifisso; rappresentato spesso insieme a Giuda Taddeo. |
| 1165-1265                      | Simone Stock                        |          | Scapolare che il santo, frate carmelitano con tonaca marrone e mantello bianco, riceve scapolare dalle mani di Maria Vergine col bambino Gesù; tonsura, giglio. |
| 5-36                           | Stefano protomartire                |          | Pietra /pietre sulla sua testa, oppure in mano o ai suoi piedi; giovane uomo che indossa una dalmatica, palma del martirio, libro; nelle scene narrative viene lapidato da un gruppo di persone fuori dalla porta di una città (Gerusalemme). Una persona che tiene in mano o ai suoi piedi i mantelli dei lapidatori è il giovane san Paolo. |
| III secolo                     | Tarcisio                            |          | Adolescente, vestito all'antica, generalmente steso a terra, rappresentato nell'atto di stringere al petto l'eucaristia. |
| III sec.-306                   | Teodoro di Amasea                   |          | Drago o coccodrillo ucciso con una lancia da un soldato romano o cavaliere in armatura (come san Giorgio); cavallo; a volte viene raffigurato insieme ad un altro santo, sempre di nome Teodoro, e uguale nell'aspetto. |
| 1515-1582                      | Teresa d'Avila                      |          | Colomba vicino al volto della santa; monaca carmelitana con abito marrone, cappa chiara, soggolo bianco e velo nero; cuore trafitto, crocifisso; scrive con una Penna d'oca su un libro. |
| 1118-1170                      | Tommaso /Thomas Becket              |          | spada confitta nel cranio o tenuta in mano; arcivescovo con pastorale e mitra arcivescovile, libro, palma del martirio; alcuni cavalieri lo uccidono con le spade nella cattedrale di Canterbury. |
| I sec.-72                      | Tommaso apostolo                    |          | Lancia in mano, squadra da muratore, cintura /cintola (donatagli dalla Vergine), libro, palma del martirio; mentre tocca le ferite nel costato di Cristo risorto apparso agli apostoli. |
| 1225-1274                      | Tommaso d'Aquino                    |          | Stella sul petto; domenicano in abito bianco e nero, tonsura in testa, colomba, scrive con una penna d'oca su un libro, giglio, ostensorio, bue; confortato da due angeli; mostra un libro o un cartiglio aperto dove si possono leggere alcune frasi tratte dalle sue opere, oppure la frase "Bene scripsisti de Me Thoma". |
| 1486-1555                      | Tommaso di Villanova                |          | Vescovo con pastorale e mitra vescovile bianca con l'abito nero degli agostiniani sotto gli attributi vescovili; quasi sempre ritratto mentre fa elemosina ai poveri. |
| 232-250                        | Trifone                             |          | Fanciullo o giovane, a piedi o a cavallo, con croce, falce; decapitazione, palma del martirio; può tenere un modellino della città di Cattaro. |
| 1084-1160                      | Ubaldo                              |          | Abito da vescovo, talvolta rappresentato mentre compie un esorcismo |
| 656-727                        | Uberto di Liegi                     |          | Cervo con una croce tra le corna (come sant'Eustachio), vestito da cacciatore medievale o più raramente da vescovo con pastorale e mitra vescovile; cane da caccia /cani da caccia, corno da caccia, armi da caccia, cani, cavallo. |
| 1135 circa-1200                | Ugo di Lincoln                      |          | Abito certosino (bianco, costituito da tunica e cocolla caratterizzata da due "guigge", le bande laterali che tengono unite la pezza anteriore e quella posteriore), attributi della dignità vescovile (piviale, mitria e pastorale), cigno addomesticato, calice con sopra l'immagine del bambino Gesù. |
| 1182-1242                      | Verdiana da Castelfiorentino        |          | Serpenti, monaca servita, con abito marrone, velo bianco e nero |
| I sec. a.C./I sec. d.C.-I sec. | Veronica                            |          | Panno /stoffa /tessuto con l'immagine del volto di Cristo mostrato dalla santa. |
| 355-405                        | Vigilio di Trento                   |          | Abiti vescovili con pastorale. corona di alloro e lo zoccolo di legno usto per ucciderlo- |
| 1581-1660                      | Vincenzo de' Paoli                  |          | Tonaca nera con colletto bianco e copricapo nero, corta barba bianca o grigia, motto "Deus Caritas est", bambino in braccio o accanto, crocifisso, cuore ardente; in atto di dare elemosina o assistenza ai poveri: vicino può esserci una suora dell'ordine delle figlie della carità con il caratteristico copricapo bianco inamidato a larghe tese (cornetta). |
| III sec.-204                   | Vincenzo di Saragozza               |          | Dalmatica rossa dei diaconi; diversi strumenti di martirio come: cavalletto da tortura, macina al collo, graticola (come san Lorenzo), uncino, cocci di vasi rotti, frusta /sferza /scudiscio; palma del martirio, grappolo d'uva (come patrono dei viticoltori), corvo. |
| 1350-1419                      | Vincenzo Ferreri (o Ferrer)         |          | Fiamma /fiammella sulla testa o sulla mano (come Giuda Taddeo), domenicano in abito bianco e nero, due ali sulla schiena, libro aperto con la scritta "Timete Deum et date illi honorem quia venit hora judici eius", indica verso l'alto con una mano, angeli vicino a lui, tromba diritta, crocifisso, giglio. |
| III secolo                     | Vitale                              |          | Soldato romano con armatura, stendardo e la palma frequenti anche scene del martirio. |
| III-IV secolo                  | Vito                                |          | Giovane soldato romano con croce e palma del martirio che tiene al guinzaglio due o più cani, immerso in un calderone di pece bollente; gallo bianco; leoni. |
| II sec.-171                    | Vittore e Corona                    |          | Giovane uomo e giovane donna : lui in veste di soldato romano o cavaliere medievale, lei in panneggi antichi; lei ha in mano una corona e a volte ha un'altra corona in testa; palma del martirio; lei assiste al supplizio di lui, oppure lei viene legata a due palme piegate che la squarteranno raddrizzandosi. |
|                                | Zaccaria                            |          | Vesti sacerdotali, talvolta con gli attributi di un incensiere e un cartiglio o una tavoletta col nome di Giovanni; diffusa è la sua immagine in scene relative alla nascita del Battista o alla sua personale leggenda e martirio. |
| IV sec.-417/429                | Zanobi                              |          | Vescovo anziano con pastorale e mitra vescovile, benedicente, albero fiorito in inverno, modellino o città di Firenze sullo sfondo, giglio di Firenze; resuscita un bambino. |
| 300-371                        | Zeno di Verona                      |          | Pesce appeso al pastorale o comunque visibile; Vescovo dalla pelle scura (era originario della Mauretania) con pastorale e mitra vescovile; arnesi da pescatore. |
| Anno                           | Nome                                | Ritratto | Attributi |